# 异花珍珠菜
异花珍珠菜（学名：Lysimachia crispidens）为报春花科珍珠菜属的植物，为中国的特有植物。分布在中国大陆的四川、湖北等地，生长于海拔120米至700米的地区，多生长在山坡阴处以及山谷灌丛下，目前尚未由人工引种栽培。